# Martin Bower
Martin Bower (Londra, 1952) è un effettista britannico noto soprattutto per la realizzazione dei modelli per il telefilm Spazio 1999.
Nato a Londra nel 1952, Bower si è subito appassionato alla fantascienza, avido lettore di fumetti pubblicati sulla rivista britannica Eagle e interessato ai progressi della corsa allo spazio. Affascinato dalle ambientazioni delle serie televisive dell'epoca, si industriò a riprodurre in modo dilettantesco alcuni dei modelli visti in televisione nelle serie prodotte da Gerry Anderson quali Supercar (1960/62), Fireball XL5 (1962/63) riprendendole con la cinepresa Super8.
Abbandonati gli studi a 17 anni, trovò impiego presso una televisione locale come scenografo. Avendo trovato maggiore interesse come modellista, grazie a un ricco portfolio, nel 1969 fu assunto come collaboratore per l'azienda di modelli londinese Scale Models International. Durante tale esperienza, acquisì padronanza con varie tecniche che gli sarebbero tornate utili nel 1972, quando lasciata la rivista, si dedicò alla realizzazione di modelli che propose inutilmente a varie case di produzione cinematografiche e pubblicitarie. In questo periodo si mantenne lavorando come imbianchino. Nel 1974 la sua aspirazione fu finalmente coronata, quando fu assunto nel team creativo della serie televisiva Spazio 1999; il responsabile degli effetti speciali fu impressionato da alcuni modelli realizzati da Bower precedentemente, tanto da includerli in alcuni episodi della serie. Si devono al contributo di Bower i progetti dell'astronave Mark IX Hawk e della sonda Ultra. In particolare, gli stretti tempi imposti dalla produzione spinsero Brian Jonson, il responsabile degli effetti speciali, ad approvare la realizzazione del progetto di un'astronave di Bower, risalente ad alcuni anni prima. Il modello era ispirato all'astronave Discovery del film 2001: Odissea nello spazio ed è apparso nell'episodio Fiocco azzurro su Alpha , riutilizzato anche negli episodi Mondo proibito e Nemici invisibili.
Durante la pausa di lavorazione tra la prima e la seconda stagione di Spazio 1999, Bower collaborò con lo stesso produttore della serie televisiva, Gerry Anderson, per la realizzazione di alcuni modelli per lo speciale televisivo The Day After Tomorrow (Into Infinity) tra cui il modello della la navicella spaziale Altares, le cui dimensioni e complessità lo hanno tenuto impegnato a lungo.
L'esperienza maturata nella produzione di Spazio 1999, per la quale Bower realizzò 54 tra modelli di astronavi, veicoli, ambientazioni e set, contribuì a renderlo noto nel settore; terminata la serie televisiva, Bower lavorò, sempre per la BBC, alle serie Doctor Who, Blake's 7, Back Mrs. Noah e per la serie The Tomorrow People, quest'ultima per la Thames Television. Contemporaneamente collaborò alla realizzazione delle scenografie di varie produzioni cinematografiche tra cui Il tocco della medusa (1978), Alien (1979), Flash Gordon (1980) e Atmosfera zero (1981).